# 크루 드래곤 데모 2

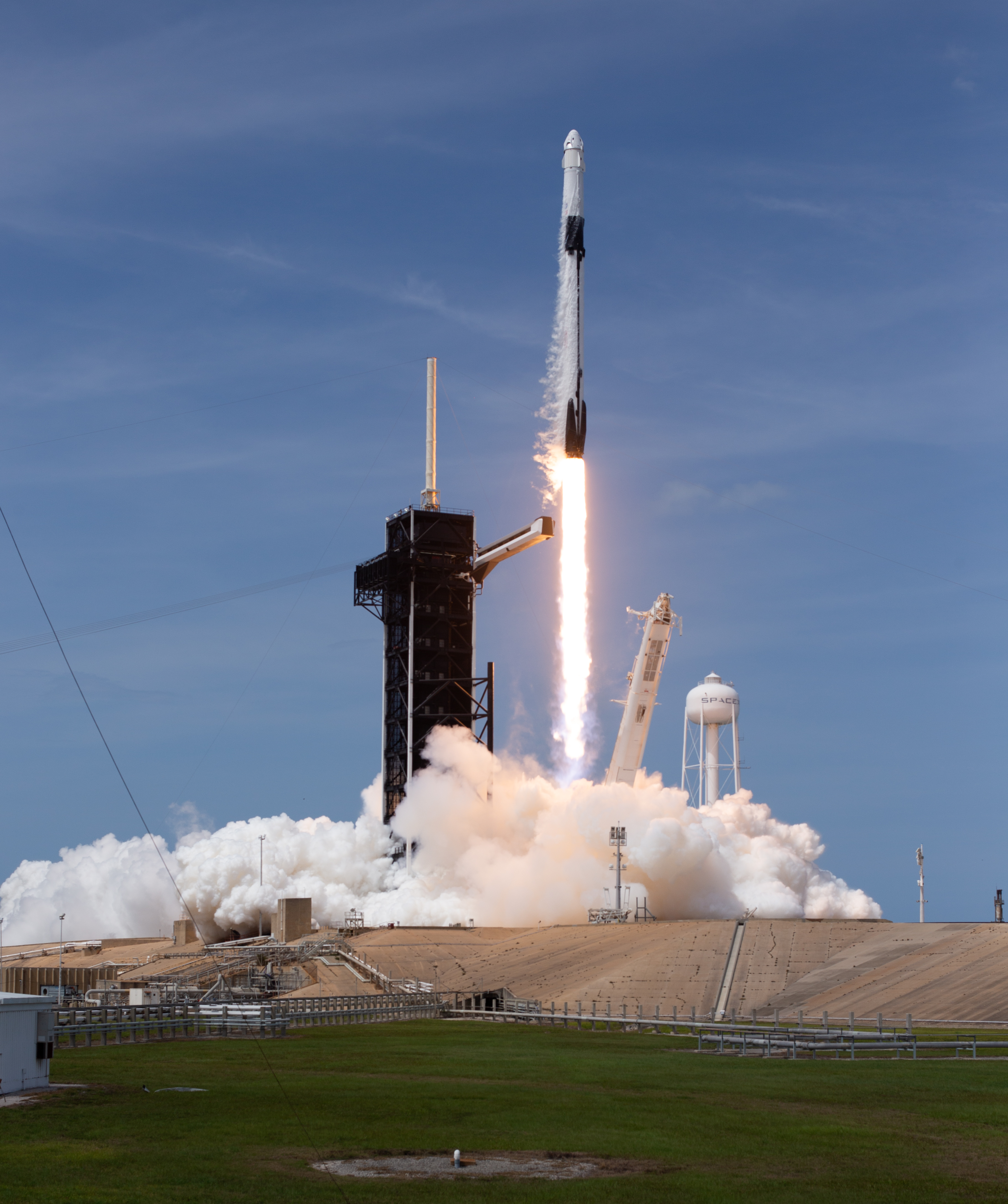
크루 드래곤 데모 2를 싣고 발사하는 팰컨9 블록5 로켓

크루 드래곤 데모-2(영어: Crew Dragon Demo-2, 정식 명칭 SpaceX Demo-2 또는 Dragon Crew Demo-2 또는 Crew Demo-2)는 2020년 5월 30일 15시 22분 45초 (동부 표준시)에 행해진 우주선의 승무원 비행 시험이다. 본래 2020년 5월 27일에 행해질 예정이였으나 열대 저기압 버사로 인한 악천후로 연기되었다.

## 승무원
- 국제 우주 정거장(ISS) 엑스퍼디션 63(Expedition 63) 승무원 (크루 드래곤 데모 2 체류 기간중 미션에 한함)

#### 크루 드래곤 데모-2 (2020년 5월 31일~2020년 8월 2일)
| 우주선 내 포지션 | 63기 원정대     | 국적, 소속 | 임무 원정대, 비행 횟수 | 우주인                                |
| ---------------- | --------------- | ---------- | ---------------------- | ------------------------------------- |
| 우주선 사령관    | 비행 엔지니어 3 | 미국, NASA | 63기 원정대, 3회       | 더그 G. 헐리 (Douglas Gerald Hurley)  |
| 협동 작전 사령관 | 비행 엔지니어 4 | 미국, NASA | 63기 원정대, 3회       | 로버트 L. 벤켄 (Robert Louis Behnken) |

#### 소유즈 MS-16 (2020년 4월 9일~현행)
| 우주선 내 포지션 | 62기 원정대     | 63기 원정대     | 국적, 소속  | 임무 원정대, 비행 횟수 | 우주인                                                |
| ---------------- | --------------- | --------------- | ----------- | ---------------------- | ----------------------------------------------------- |
| 사령관           | 비행 엔지니어 3 | 사령관          | 러시아, RSA | 62~63기 원정대, 3회    | 아나톨리 A. 이바니신 (Anatoli Alekseyevich Ivanishin) |
| 비행 엔지니어 1  | 비행 엔지니어 4 | 비행 엔지니어 1 | 러시아, RSA | 62~63기 원정대, 1회    | 이반 V. 바그너 (Ivan Viktorovich Vagner)              |
| 비행 엔지니어 2  | 비행 엔지니어 5 | 비행 엔지니어 2 | 미국, NASA  | 62~63기 원정대, 3회    | 크리스토퍼 J. 캐시디 (Christopher John Cassidy)       |

### 백업 승무원(크루 드래곤 데모 2 체류 기간 중 미션에 한함)
| 백업 임무          | 우주선 내 포지션 | 국적, 소속  | 비고                  | 우주인                                              |
| ------------------ | ---------------- | ----------- | --------------------- | --------------------------------------------------- |
| 크루 드래곤 데모-2 | 우주선 사령관    | 미국, NASA  | 스페이스X 크루-1 백업 | 키옐 N. 린드그린 (Kjell Norwood Lindgren)           |
| 소유즈 MS-16       | 사령관           | 러시아, RSA | 소유즈 MS-17 탑승     | 세르게이 N. 리치코브 (Sergey Nikolayevich Ryzhikov) |
| 소유즈 MS-16       | 비행 엔지니어 1  | 러시아, RSA | 탑승하지 않음         | 안드레이 N. 밥킨 (Andrei Nicolaevich Babkin)        |
| 소유즈 MS-16       | 비행 엔지니어 2  | 미국, NASA  | 탑승하지 않음         | 스티브 G. 보웬 (Stephan Gerald Bowen)               |

## 역사
2003년 2월 1일 컬럼비아 우주왕복선이 임무를 마치고 지구로 귀환하던 중 공중분해되는 사고가 일어나 7명의 우주비행사가 순직했다. 컬럼비아 우주왕복선 공중분해 사고 참조. 이 사건으로 인해 NASA는 우주왕복선의 퇴역을 결정하게 되었고, 결국 2011년 마지막 임무인 STS-135를 끝으로 우주왕복선은 퇴역했다. 이후 미국의 우주 비행사들은 우주로 가거나 우주에서 지구로 귀환할 때 러시아의 소유스 우주선을 이용해야 했다. 크루 드래곤 데모 2는 우주왕복선 퇴역 이후 최초로 발사되는 미국의 유인 우주선이다.

## 귀환
2020년 8월 1일 23:35 UTC에 ISS에서 분리된 크루 드래건은 다음날 18:48:06 UTC 멕시코만의 해상에 착수했다. 이번처럼 미 우주비행사가 육지가 아닌 바다를 통해 귀환하는 '스플래시 다운' 방식은 1975년 이후 45년만에 이뤄진 것이다. 지상 5 km 지점에서 낙하산 두 개를 펼쳐 속력을 시속 560 km로 감속한 뒤 지상 1.6 km 지점에서 다시 낙하산 4기를 펼쳐 속력을 시속 190 km 이하로 낮춘 뒤에 착수했다.
귀환한 NASA 우주인 더글러스 헐리(53)와 로버트 벤켄(49)은 곧바로 배 위로 옮겨진 캡슐 안에서 한 시간여를 더 기다리다 기술자들이 캡슐의 해치를 열자 마침내 바깥으로 나왔다. 62일 동안 국제우주정거장(ISS)에 머물며 우주유영, 과학실험 등의 임무를 수행했다.
그동안의 우주비행 누적시간은 사령관을 맡는 헐리가 683시간, 벤켄이 708시간이다. 헐리는 2011년 애틀랜티스 우주왕복선의 마지막 비행에서 우주왕복선 조종을 맡았다.
크루 드래곤 데모 2의 성공에 따라, 2020년 10월 말에 스페이스X 크루 1이 발사될 계획이다. 미국 NASA의 빅터 글로버(Victor Glover), 마이클 홉킨스(Michael Hopkins), 섀넌 워커(Shannon Walker) 우주비행사를 비롯해 일본 JAXA의 소이치 노구치(Soichi Noguchi) 우주비행사 등 4명이 탑승할 전망이다.
그동안 NASA는 좌석 1개당 7000만 달러(약 710억 원)를 내고 러시아 소유스 우주선을 빌려 썼다.
크루 드래건의 개발 비용은 17억달러(2조원)이다. 현재 달러 가치로 따져 300억달러가 넘었던 아폴로 우주선의 거의 20분의 1이다. 우주비행사 1인당 이용 요금도 6천만달러로, 소유스를 빌려 타는 데 드는 8천만달러보다 훨씬 저렴하다.

## 임무 타임라인
- UTC, T+00:00:00 (19:22:45, 2020년 5월 30일) — 플로리다 케이프 케너버럴 공군기지 발사구역 39A에서 크루 드래곤 발사체가 발사됨[10][11]
- UTC, T+00:01:01 (19:23:46) — 최고 공기 항력 - Max Q (기체에 가해지는 구조적 압박이 최고인 상태)[12]
- UTC, T+00:02:38 (19:25:23) — 1단계 발사체 주엔진 정지 (1st stage main engine cutoff, MECO)[12]
- UTC, T+00:02:40 (19:25:25) — 1단계 발사체와 2단계 발사체의 분리[12]
- UTC, T+00:08:50 (19:31:35) — 2단계 발사체 엔진 정지 (2nd stage engine cutoff, SECO)[12]
- UTC, T+00:12:08 (19:34:53) — 크루 드래곤 모듈, 엔데버가 2단계 발사체에서 분리함[12]
- UTC, T+17:54 (13:56, 2020년 5월 31일) — 크루 드래곤이 ISS와의 도킹을 위해 Waypoint 1에 접근함
- UTC, T+18:54 (14:16) — 소프트 캐치
- UTC, T+19:05 (14:27) — ISS와 도킹에 성공[5]
- UTC, T+21:39 (17:01) — 해치 개방[13][14]
- UTC, T+21:59 (17:22) — 벤켄과 헐리가 국제 우주 정거장에 탑승함
- UTC, T+27일차 (2020년 6월 26일) — 첫번째 우주유영
- UTC, T+32일차 (2020년 7월 1일) — 두번째 우주유영
- UTC, T+47일차 (2020년 7월 16일) — 세번째 우주유영
- UTC, T+52일차 (2020년 7월 21일) — 네번째 우주유영
- UTC, T+63일차, 09:08 (23:35, 2020년 8월 1일) — ISS와의 분리, 언도킹
- UTC, T+63일차, 23:25:21 (18:48:06, 2020년 8월 2일) — 캡슐이 지구로 귀환하여 맥시코만에 착륙함, 공식적인 미션 종료
- UTC, T+64일차, 00:36 (19:59, 2020년 8월 2일) — Go Navigator(스페이스X 회수용 구명정)에 의해 구조됨

## 추후 개발
스페이스X는 크루 드래곤 데모 2 발사 이후 미국 우주 관광 스타트업 엑시옴 스페이스와 협업해 출시한 우주여행 표를 5500만달러(약 656억2600만원)에 판매하고 있다. 뉴욕타임스에 따르면 총 3장의 표 중 이미 한 장이 예약됐다. 이 표가 비싼 이유는 ISS에서의 숙박료는 물론, 공기와 물, 화장실 사용에도 비용이 들기 때문이다. 제프 듀잇 NASA 최고재무책임자(CFO)는 "ISS 숙박료는 1인당 1박에 3만5000달러(4174만원)이고, 인터넷 사용 시 1기가바이트(GB)당 50달러(6만원)를 내야 한다"고 밝혔다. 여기에 우주로 가기 위해 무중력 상태를 대비한 강도 높은 훈련도 받아야 한다. 이 티켓에는 15주의 지상 훈련 프로그램 비용도 포함돼 있다. 훈련을 마치면, 관광객들은 총 10일(왕복 2일, ISS에서 8일) 동안의 우주여행을 떠나게 된다.

## 대한민국
한국은 크루 드래건을 성공적으로 발사한 팰컨9 블록5 로켓을 벤치마킹해 누리호(KSLV-II)를 개발중이다. 그러나 팰컨9 블록5와 같이 13톤의 화물을 지구 저궤도상에 올리는 능력은 2030년에 발사할 KSLV-III에서 가능할 전망
이다.

## 같이 보기
- 크루 드래곤
- 스페이스X 크루-1